# Anomala egregia
Anomala egregia är en skalbaggsart som beskrevs av Charles Joseph Gahan 1896. Anomala egregia ingår i släktet Anomala och familjen Rutelidae. Inga underarter finns listade i Catalogue of Life.